# Papai Trapalhão
Papai Trapalhão é um filme de comédia brasileiro lançado em 1968 ,escrito e dirigido por Victor Lima, sendo produzido pelo Herbert Richers.

## Elenco[2]
- Otelo Zeloni...Otelo
- Jô Soares...Tio Abelardo
- Renata Fronzi...Desdêmona
- Neide Aparecida...Margarida
- Guy Loup...Tininha
- Luís Delfino...Virgílio
- Dary Reis...Drácula
- Kleber Drable...Delegado
- Aluizio de Castro...Mateus
- Leda Reis...Esposa
- Darlene Glória (participação)
- Labanca